# آسپرام کرپیان
آسپرام تاتولی کرپیان (ارمنی: Ասպրամ Թաթուլի Կրպեյան؛ زادهٔ ۲۰ فوریهٔ ۱۹۹۰) یک حقوق‌دان، سیاستمدار اهل ارمنستان است که از تاریخ ۲۰۲۱ تا تاریخ ۲۰۲۶ سمت نمایندگی دوره هشتم مجلس ملی جمهوری ارمنستان را برعهده داشت.

## زندگی‌نامه
در ۲۰ فوریهٔ ۱۹۹۰ در ایروان به دنیا آمد و از دانشکده حقوق دانشگاه دولتی ایروان،  و دانشگاه آکسفورد فارغ‌التحصیل شد. پدر وی تاتول کرپیان، فرمانده یگان فدایی ارمنی در روستاهای «مارتوناشن» و «گتاشن» در شهر شاهومیان بود.